# Biskupi łomżyńscy
Biskupi łomżyńscy – biskupi diecezjalni i biskupi pomocniczy diecezji łomżyńskiej.

## Biskupi

### Biskupi diecezjalni
| Lata urzędowania | Biskup | Biskup                    | Uwagi                                      |
| ---------------- | ------ | ------------------------- | ------------------------------------------ |
| 1926             |        | Romuald Jałbrzykowski     | następnie arcybiskup metropolita wileński  |
| 1926–1948        |        | Stanisław Kostka Łukomski |                                            |
| 1949–1969        |        | Czesław Falkowski         |                                            |
| 1970–1982        |        | Mikołaj Sasinowski        |                                            |
| 1983–1996        |        | Juliusz Paetz             | następnie arcybiskup metropolita poznański |
| 1996–2011        |        | Stanisław Stefanek        |                                            |
| od 2011          |        | Janusz Stepnowski         |                                            |

### Biskupi pomocniczy
| Lata urzędowania | Biskup | Biskup                   | Uwagi                                                                  |
| ---------------- | ------ | ------------------------ | ---------------------------------------------------------------------- |
| 1930–1937        |        | Bernard Dembek           |                                                                        |
| 1938–1946        |        | Tadeusz Paweł Zakrzewski | następnie biskup diecezjalny płocki                                    |
| 1946–1951        |        | Czesław Rydzewski        |                                                                        |
| 1952–1980        |        | Aleksander Mościcki      |                                                                        |
| 1973–2006        |        | Tadeusz Zawistowski      |                                                                        |
| 1982–1992        |        | Edward Samsel            | następnie biskup pomocniczy ełcki, późniejszy biskup diecezjalny ełcki |
| od 2006          |        | Tadeusz Bronakowski      |                                                                        |